# Nisse (Países Baixos)
Nisse (51° 27′ N, 3° 51′ L) é uma cidade dos Países Baixos, na província de Zelândia. Nisse pertence ao município de Borsele, e está situada a 17 km, a leste de Middelburg.
Em 2001, a cidade de Nisse tinha 197 habitantes. A área urbana da cidade é de 0.059 km², e tem 78 residências.
A área de Nisse, que também inclui as partes periféricas da cidade, bem como a zona rural circundante, tem uma população estimada em 630 habitantes.